# Brienzwiler
Brienzwiler ist eine politische Gemeinde im Verwaltungskreis Interlaken-Oberhasli des Kantons Bern in der Schweiz.
Brienzwiler ist eine sogenannte Gemischte Gemeinde, die Einwohner- und Burgergemeinde sind also eine Einheit.

## Ortsname
Der Name Wiler geht auf das althochdeutsche wilari zurück (kleines Dorf) und ist ein Lehnwort aus dem Romanischen villare (Gehöft). Der Name Brienzwiler ist erst seit 1850 belegt, vorher wurde zur Unterscheidung anderer Wiler stets die Ergänzung ‑am Brünig beigestellt.

## Geographie
Der Ort Brienzwiler liegt im Berner Oberland am Fusse des Wilerhorns auf einer Anhöhe über dem Brienzersee. Zu Brienzwiler gehört auch die Siedlung Balmhof, die weiter unten im Aaretal unter einem steilen Felsen (Balm) liegt. Die Nachbargemeinden von Norden beginnend im Uhrzeigersinn sind Lungern, Meiringen, Brienz und Hofstetten bei Brienz.
Zusätzlich gehört auf der anderen Seite des Aaretals ein Stück unbewohntes Gebirge mit Alpweiden zur Gemeinde, welches vollständig vom Ort getrennt ist, flächenmässig jedoch den grösseren Teil der Gemeinde ausmacht. Dessen Nachbargemeinden sind Meiringen, Grindelwald und Brienz. Der höchste Berg dort ist der Wildgärst mit 2891 m ü. M.

Luftbild von Brienzwiler von 1956, im Talboden rechts der Militärflugplatz Meiringen

## Politik
Von 2017 bis zum 31. Dezember 2024 war Daniel Schild-von Allmen Gemeindepräsident, als Nachfolger von Hans Schild-Stähli, der 8 Jahre im Amt war. Zum 1. Januar 2025 übernahm Adrian Schild diese Funktion.

## Verkehr
Die Gemeinde hat einen eigenen Anschluss an die Autostrasse A8. An der südlichen Gemeindegrenze führt die Bahnlinie Meiringen–Interlaken der Zentralbahn vorbei, mit den zwei Haltestellen Brienzwiler (beim Balmhof) und Unterbach. Beide Haltestellen liegen jedoch weitab des Dorfzentrums. Das Dorf selbst sowie der Ballenberg werden durch die Postautolinie von Brienz nach Hasliberg erschlossen.
Im Tal ausserhalb der Gemeinde befindet sich der Militärflugplatz Meiringen der Schweizer Luftwaffe.

## Sehenswürdigkeiten
Die grösste Sehenswürdigkeit in Brienzwiler ist der Ballenberg, das grösste Freilichtmuseum der Schweiz.